# 高氏家族墓地
高氏家族墓地位于浙江省乐清市白象镇高东村。墓地分三组，中为明朝刑部尚书高友璣及其祖父、父亲墓，左为高友玑长子、三子墓，右为次子、四子墓，按左昭右穆礼俗排列。2006年5月25日，列入第六批全国重点文物保护单位。